# Ponticelli Sabino
Ponticelli Sabino è una frazione del comune di Scandriglia, in provincia di Rieti. Dista 45 km da Roma e si trova nella Sabina. Tra la catena montuosa dei monti Lucretili e il monte degli Elci.

## Storia
La fondazione del castello di Ponticelli è abbastanza precoce. La prima attestazione risale infatti al 1059, anche se è possibile prefigurare una più antica origine. Nel 1198 la quarta parte del castello di Ponticelli era in possesso di Farfa. Nel 1292 i tre quarti della rocca e del castello furono venduti dal suo enfiteuta, Pelavicino del fu Bernardo da Ponticelli, al cardinal Giovanni Boccamazza. La parte restante doveva appartenere a signori locali. Nel 1410 Antonello del fu Cecco Boccamazza vendette a Francesco Orsini un quarto del castello. Gli Orsini completarono l'acquisizione totale del castello nel 1431. Ponticelli restò agli Orsini fino al 1644, quando nell'ambito di una più complessa vendita, gli eredi dei duchi Sangemini, Ferdinando Orsini e i figli Virginio, Flavio, e Lelio lo cedettero insieme ad altri feudi a Taddeo Barberini.

## Luoghi di interesse ed eventi culturali
La chiesa di Santa Maria del Colle è una delle prime chiese fondata nella Sabina. Presenta la facciata in stile romanico e finestrelle convesse sui fianchi. Internamente si presenta a navata unica ed ospita affreschi di scuola locale del XIV secolo (Crocifissione) e del XV secolo (San Giorgio che uccide il diavolo).
Al km 53,300 della via Salaria Vecchia nei pressi del bivio per Ponticelli, nella scarpata che sovrasta il tracciato moderno si vede un tratto del muro di sostruzione dell'antica via realizzato con blocchi bugnati in opera quadrata. Invece al km 53,800 della via Salaria Vecchia si conservano due miliari dell'antica via relativi al XXXI miglio. Un cippo fu posto da Augusto fra la fine del I secolo a.C. e gli inizi del I secolo d.C., l'altro dall'imperatore Giuliano nella metà del IV secolo d.C.

Lungo il percorso della via Salaria si trova il cosiddetto "Ponte del Diavolo", un muro di terrazzamento di epoca romana che raggiunge un'altezza di 13 m e una larghezza di 20 m con 14 filari di blocchi di pietra. A valle presenta sette contrafforti di rinforzo e al di sopra della nona fila di blocchi si trova un foro esagonale per lo smaltimento delle acque. Questo viadotto era un'opera di protezione della via Salaria dalle acque del fosso delle Vurie ed è stato costruito verso la fine del II secolo a.C. 
Tra Ponticelli e il capoluogo comunale si trova il santuario di Santa Maria delle Grazie, un complesso religioso risalente al 1370 appartenente alla famiglia Orsini, comprendente la chiesa e un convento, ai quali si accede da due porte collocate nel porticato di ingresso, al termine di un viale alberato. Tale convento nel 1662 fu concesso dai frati minori riformati al beato Bonaventura da Barcellona che ne fece il primo centro della sua "riformella".
Inoltre vicino al cosiddetto "Ponte del diavolo", in epoca romana, vi è stata edificata una nota villa principesca, della quale rimangono ormai solamente delle rovine, in seguito ai numerosi furti dei cosiddetti "tombaroli".
Vi è da segnalare la caratteristica festa "Riviviamo il Centro storico", che si tiene tutti gli anni dal 2000 nel borgo e nel castello degli Orsini, il primo venerdì, sabato e domenica del mese di agosto, durante la quale si allestiscono: bancarelle, stand gastronomici e un ristorante sulla terrazza del castello; vengono inoltre invitati a partecipare degli artisti di strada e dei cantanti che si esibiscono nelle piazze. Durante questa manifestazione, il sabato c'è la "Sagra dei Maccaruni", durante la quale viene cucinata questo tipo di pasta, molto simile agli spaghetti e condita con il ragù.